# Eolagurus przewalskii
Eolagurus przewalskii is een zoogdier uit de familie van de Cricetidae. De wetenschappelijke naam van de soort werd voor het eerst geldig gepubliceerd door Büchner in 1889.